# エヴェルトン・カマルゴ
エヴェルトン・カマルゴ（ポルトガル語: Everton Camargo、中国語: 艾華頓、1991年5月25日 - ）は、ブラジル出身で香港に帰化したプロサッカー選手。理文足球会所属。ポジションはFW。香港代表。

## 来歴
2016年夏、黄大仙区康楽体育会と契約した。

## 代表歴
2023年8月31日、香港のパスポートを取得したことが発表された。
同年9月7日、カンボジアとの親善試合で香港代表として国際デビューを果たした。